# .eh
.ehは西サハラのために予約されている国別コードトップレベルドメイン(ccTLD)。2007年3月現在、ルートサーバにehは登録されていない。